# Acanthamunnopsis milleri
Acanthamunnopsis milleri är en kräftdjursart som beskrevs av Wilson 1982. Acanthamunnopsis milleri ingår i släktet Acanthamunnopsis och familjen Munnopsidae. Inga underarter finns listade i Catalogue of Life.